# 出雲市立神戸川小学校
出雲市立神戸川小学校（いずもしりつかんどがわしょうがっこう）は島根県出雲市にある公立小学校。

## 沿革
- 1968年4月 - 神門小学校・古志小学校を名目統合し開校

- 2018年-創立50周年を迎える

## 通学区域と進学先中学校
校区は以下の通り
- 出雲市立河南中学校
  - 芦渡町、下古志町、知井宮町、神門町、西新町1 - 3丁目
- 出雲市立第二中学校
  - 古志町